# Monticelli Pavese
Monticelli Pavese ist eine norditalienische Gemeinde (comune) mit 634 Einwohnern (Stand 31. Dezember 2023) in der Provinz Pavia in der südwestlichen Lombardei. Die Gemeinde liegt etwa 29,5 Kilometer ostsüdöstlich von Pavia am Po in der Pavese und grenzt unmittelbar an die Provinzen Lodi und Piacenza (Emilia-Romagna). 